# Хачатурян, Марлен Нарибеевич
Марлен Нарибеевич Хачатурян (2 сентября 1926, Вайоцдзорская область, Армянская ССР — 27 декабря 2003, Москва) — советский ученый-физик, доктор физико-математических наук, профессор. Впервые предложил и разработал методику измерения энергий нейтронов высоких энергий с помощью черенковских счетчиков полного поглощения. Разработанный и созданный им детектор нейтронов позволил впервые измерить сечения взаимодействия нейтронов с протонами, нейтронами и ядрами в диапазоне энергий от 1 до 10 ГэВ.

## Биография
Окончил Московский университет (1952). С 1953 года работал в г. Дубна в Объединенном международном институте ядерных исследований.

## Научная деятельность
Деятельность М.Н. Хачатуряна неразрывно связана с разработкой методики черенковских гамма-спектрометров полного поглощения и их применением в исследованиях на ускорителях высоких энергий.
Разработанный и созданный им детектор нейтронов позволил впервые измерить сечения взаимодействия нейтронов с протонами, нейтронами и ядрами в диапазоне энергий от 1 до 10 ГэВ. Полученные в этой работе результаты до настоящего времени являются уникальными в указанной области энергий и широко цитируются как в российской, так и зарубежной литературе.
Качественно новым уровнем в развитии гамма-спектрометрии стал предложенный Хачатуряном и его сотрудниками метод измерения эффективной массы частиц электромагнитной природы с помощью искровых камер и черенковских гамма-спектрометров. Разработка этого метода и создание на его основе высокоэффективного детектора — черенковского масс-спектрометра позволили осуществить ряд тонких и сложных экспериментов, в результате которых было доказано существование редких электромагнитных распадов роу-мезонов и фи-мезонов на электрон-позитронные пары и измерены их параллельные ширины.
Эти эксперименты получили международное признание и были зарегистрированы в 1971 году Государственным комитетом по открытиям и изобретениям СССР в качестве открытия.
Высокие параметры созданной Хачатуряном и его сотрудниками установки позволили впервые обнаружить структуру дифференциального сечения генерации ηо-мезона в области малых t, впервые измерить инвариантные сечения кумулятивного образования πо-мезонов.
Основными научными работами, выполненными в различных разделах физики элементарных частиц, Хачатурян зарекомендовал себя как крупный физик-экспериментатор, творчество которого характеризуется оригинальностью методов решения сложных экспериментальных задач физики высоких энергий.
Группа ученых, возглавляемая Марленом Хачатуряном, революционным методом получила новые данные о распаде омега-мезона.

#### Патенты
Годоскопический гамма-спектрометр